# Sas van Gent
Sas van Gent (in francese Sas de Gand, in zelandese Sas) è una località e un'ex-municipalità dei Paesi Bassi situata nella provincia della Zelanda. 
Soppressa il 1º gennaio 2003, il suo territorio, assieme a quello della ex-municipalità di Axel, è stato accorpato a quello della municipalità di Terneuzen.
La località si trova nella regione non amministrativa delle Fiandre zelandesi, al confine con il Belgio. Dista circa venti chilometri da Gent, città situata nella provincia belga delle Fiandre.